# Conrad Wallem
Conrad Wallem (* 9. června 2000 Tønsberg) je norský profesionální fotbalista, který hostuje na pozici středního záložníka či křídelníka za americký klub St. Louis City. Na kontě má také dva starty za norskou devatenáctku.

## Klubová kariéra
Wallem přišel do Odds BK na začátku roku 2021 z Arendalu a v 82 soutěžních zápasech vstřelil 11 branek a dalších 14 spoluhráčům připravil.
Wallem oficiálně přestoupil z Odds BK do pražské Slavie v červenci 2023. Norský záložník podepsal v Edenu smlouvu do roku 2027. Ve slávistickém dresu Wallem debutoval 10. srpna proti SK Dnipro-1 ve třetím předkole Evropské ligy a gólem pomohl k výhře 3:0. V české nejvyšší soutěži debutoval o tři dny později v zápase s Mladou Boleslaví. 3. září gólem a asistencí pomohl k výhře 5:1 nad Karvinou. V prvním jarním zápase sezóny dvěma góly přispěl k výhře 4:3 nad Jabloncem.
Po malém vytížení ve Slavii odešel na roční hostování s opcí v lednu 2025 do St. Louis City.